# Zeke e Luther
Zeke e Luther è una sitcom televisiva statunitense per ragazzi del 2009 basata sul mondo dello skateboard. La serie viene prodotta e trasmessa dal canale satellitare Disney XD. I protagonisti sono gli attori Hutch Dano, Adam Hicks, Daniel Curtis Lee, e Ryan Newman. In Italia il primo episodio è stato presentato in esclusiva il 28 settembre 2009, giorno dell'apertura italiana del canale satellitare Disney XD, e poi successivamente in chiaro da Italia 1 a partire il 18 aprile 2011. Negli USA la prima stagione è stata mandata in onda per la prima volta il 15 giugno 2009 e si è conclusa il 1º febbraio 2010. La seconda stagione è stata lanciata il 15 marzo 2010 e in Italia il 13 settembre 2010. La terza stagione è stata mandata in onda in Italia a partire dal 12 settembre 2011 al 20 gennaio 2013. La sigla italiana, traduzione di quella originale, è stata cantata dai doppiatori di Zeke e Luther Flavio Aquilone e Gabriele Patriarca.

## Trama
Zeke e Luther, due ragazzi di Gilroy (California), sono migliori amici sin da bambini la cui grande passione è lo skateboard; il loro obiettivo è diventare dei professionisti della disciplina, ma devono far fronte ai guai che combinano, agli impegni scolastici e ad imbarazzanti vicende amorose. Insieme agli altri ragazzi del quartiere sono soliti passare le loro giornate alle rampe (dove c'è sempre anche il loro amico/nemico Kojo), al negozio di ciambelle di Don, oppure a casa l'uno dell'altro. 
Zeke tra i due è il più maturo, mentre Luther è un tipo più giocherellone.

## Episodi
| Stagione         | Episodi | Prima TV USA | Prima TV Italia |
| ---------------- | ------- | ------------ | --------------- |
| Prima stagione   | 21      | 2009-2010    | 2009-2010       |
| Seconda stagione | 26      | 2010         | 2010-2011       |
| Terza stagione   | 26      | 2011-2012    | 2011-2013       |

## Personaggi e interpreti

### Personaggi principali
- Zeke Falcone, interpretato da Hutch Dano, doppiato in italiano da Flavio Aquilone.
Ragazzo quindicenne, migliore amico di Luther e fratello maggiore di Ginger. Viene considerato un ragazzo responsabile e serio, anche se spesso è proprio lui a non avere la testa sulle spalle. È un ottimo skater ed il suo grande sogno è diventare un professionista di questo sport.
- Luther Waffles, interpretato da Adam Hicks, doppiato in italiano da Gabriele Patriarca.
Ragazzo quindicenne, migliore amico di Zeke e grandissimo appassionato di skateboard e di animali. È un ragazzo molto superstizioso, infatti ha un piccolo ratto a cui ha dato il nome di "Fortunello". È molto legato a sua nonna e, essendo nato il 29 febbraio, a volte afferma di avere molti meno anni di quelli che ha effettivamente.
- Kornelius "Kojo" Johnswart, interpretato da Daniel Curtis Lee, doppiato in italiano da Luigi Morville.
Ragazzo quindicenne anche lui, abita nello stesso quartiere di Zeke e Luther e, come loro, frequenta le rampe del quartiere per andare a fare skateboard. È un amico di Zeke e Luther, ma essendo un molto narcisista ed arrogante spesso si trovano a discutere per cose più o meno importanti.
- Ginger Falcone, interpretata da Ryan Newman, doppiata in italiano da Agnese Marteddu.
È la sorella minore di Zeke ed ha 11 anni. È molto furba ma abbastanza timida; non perde mai l'occasione di dar fastidio a Zeke, ma in fondo tiene molto a lui.

### Personaggi riccorenti
- Olivia Masterson, interpretata da Juliet Holland-Rose, doppiata in italiano da Valentina Favazza: modella che si trasferisce vicino a casa di Zeke.
- Don Donaldson, interpretato da David Ury, doppiato in italiano da Luca Dal Fabbro: proprietario del negozio di ciambelle del quartiere, dove Zeke, Luther e gli altri ragazzi vanno spesso.
- Oswald "Ozzie" Kepphart , interpretato da Nate Hartley, doppiato in italiano da Davide Perino: ragazzo quindicenne, è un tipo strambo con degli interessi singolari, come per esempio i bruchi; non è un amico di Zeke e Luther, ma alle volte cerca di passare il tempo con loro e gli altri ragazzi alle rampe per imparare ad andare sullo skateboard.
- Garrett "Stinky Cast" Delfino, interpretato da Andy Pessoa, doppiato in italiano da Mattia Nissolino: compagno di classe di Ginger, ne è innamorato ma non è ricambiato. Viene soprannominato Stinky Cast in quanto non si lava quasi mai.
- Lisa Grubner, interpretata da Abigail Mavity, doppiata in italiano da Ughetta D'Onorascenzo: ragazzina di 13 anni innamorata perdutamente di Zeke.
- Reginald "Jumpsuit" Johnson, interpretato da Lawrence Mandley, doppiato in italiano da Guido Sagliocca: vicino di Zeke e Luther,è un ex astronauta della NASA andato in pensione. È un uomo molto serio e brontolone, odia Zeke e Luther (più in generale tutti gli skater) per i continui guai che provocano nel quartiere.
- Poochie McGrude, interpretata da Lily Jackson: amica di Ginger.
- Dorothy Waffles, interpretata da Marianne Muellerleile: nonna di Luther, porta sempre una parrucca in quanto è calva.
- Carl, interpretato da John Schuck, doppiato in italiano da Dante Biagioni: compagno di Nonna Waffles, ha una scuola di falegnameria.
- Eddie Coletti, interpretato da Paul Tei, doppiato in italiano da Alessandro Budroni: proprietario della Riot Skates, la società che sponsorizza Zeke e Luther. È noto per avere un grosso problema di sudorazione.
- Bridget, interpretata da Claudia Lee, doppiata in italiano da Sara Ferranti: cameriera che lavora da Don della quale Luther si innamora.
- Deputy Dingle, interpretato da Scott Beehner: poliziotto molto imbranato, conoscente di Zeke e Luther a causa delle svariate volte in cui i due si sono messi nei guai.
- Kirby Cheddar, interpretato da David Gore: ragazzino molto viziato ma non molto sveglio, conoscente di Zeke e Luther. È un po' in carne e adora i nachos.
- Dale Davis, interpretato da Ron Fassler, doppiato in italiano da Roberto Stocchi: un giornalista della TV locale, sempre sul pezzo quando si tratta di grossi eventi.

## Censure
In Italia diverse scene della serie sono state rimosse, a causa di alcuni temi o azioni inadatti ad un pubblico giovane. Ad esempio, nell'episodio "La fanta band" vi è una scena in cui Ginger si diverte lanciando delle accette contro una staccionata. La scena è stata rimossa da Disney XD (Italia), infatti nella versione americana non vi è alcuna censura.